# Rineloricaria strigilata
Rineloricaria strigilata är en fiskart som först beskrevs av Hensel, 1868.  Rineloricaria strigilata ingår i släktet Rineloricaria och familjen Loricariidae. Inga underarter finns listade i Catalogue of Life.